# Canas (Ponce)
Canas es un barrio ubicado en el municipio de Ponce en el estado libre asociado de Puerto Rico. En el Censo de 2010 tenía una población de 32708 habitantes y una densidad poblacional de 553,6 personas por km².

## Geografía
Canas se encuentra ubicado en las coordenadas 17°59′29″N 66°40′11″O / 17.99139, -66.66972. Según la Oficina del Censo de los Estados Unidos, Canas tiene una superficie total de 59.08 km², de la cual 37.47 km² corresponden a tierra firme y (36.58%) 21.61 km² es agua.

## Demografía
Según el censo de 2010, había 32708 personas residiendo en Canas. La densidad de población era de 553,6 hab./km². De los 32708 habitantes, Canas estaba compuesto por el 81.5% blancos, el 8.33% eran afroamericanos, el 0.48% eran amerindios, el 0.14% eran asiáticos,el 5.96% eran de otras razas y el 3.58% pertenecían a dos o más razas. Del total de la población el 99.21% eran hispanos o latinos de cualquier raza.